# Georgi Glouchkov
Pour les articles homonymes, voir Glouchkov.
 (janvier 2025).
Si vous disposez d'ouvrages ou d'articles de référence ou si vous connaissez des sites web de qualité traitant du thème abordé ici, merci de compléter l'article en donnant les références utiles à sa vérifiabilité et en les liant à la section « Notes et références ».
Georgi Glouchkov (en bulgare : Георги Николов Глушков), né le 10 janvier 1960, à Tryavna, en Bulgarie, est un joueur et dirigeant bulgare de basket-ball. Il évolue durant sa carrière aux postes d'ailier fort et de pivot.
Il est le premier Européen à signer en NBA sans avoir été à la NCAA.
En 2024, il est nommé ministre de la Jeunesse et des Sports au sein du gouvernement de Dimitar Glavtchev.